# Stereolab
Gli Stereolab sono un gruppo musicale franco-britannico nato nel 1990.
Lo stile della formazione mescola in maniera originale sonorità pop ed easy listening degli anni sessanta con una ritmica ispirata al krautrock, alla musica brasiliana, alla musica elettronica, all'art rock e a numerose altre influenze.

## Storia del gruppo

### Primi anni (1990-1994)
Nel 1988 la corista francese Lætitia Sadier e Tim Gane (rispettivamente 20 e 23 anni) si incontrano ad un concerto, tenuto a Parigi, dei McCarthy, di cui Tim faceva parte.
Nel 1990, dopo lo scioglimento dei McCarthy, i due formano gli Stereolab, a cui si uniranno Andy Ramsay (batteria), Gina Morris (voce), poi sostituita dall'australiana Mary Hansen e Duncan Brown (basso). Il ruolo del tastierista sarà invece ricoperto negli anni da Mick Conroy, Sean O'Hagan, Katharine Gifford e infine Morgan Lhote.
Le prime mosse del gruppo sono rappresentate dalla creazione di un'etichetta discografica personale, la Duophonic (che pubblica il primo singolo) ed in seguito la firma per la Too Pure. L'EP Super 45 viene pubblicato per entrambe le etichette. Inoltre la Duophonic pubblica materiale di altri importanti artisti, come Tortoise, Broadcast e Labradford.
Seguono la pubblicazione di un altro EP, Super-Electric, e di un singolo, Stunning Debut Album.
Dopo la raccolta di singoli Switched on (1992), esordiscono con il primo album Peng! nel 1992.
Si tratta di un lavoro che coniuga ritornelli pop a contorni di musica sperimentale e elettronica sintetica del krautrock.
I successivi lavori sono l'EP Low-fi (settembre '92) e il mini-album Space Age Batchelor Pad Music (marzo 1993). In esso è contenuto il singolo Jenny Ondioline. Tra le sue influenze in questi lavori, Gane cita Philip Glass, Steve Reich, Soft Machine e Frank Zappa.
Nel 1993 viene pubblicato l'EP Space Age Bachelor Pad Music. Il successivo LP è invece Transient Random-Noise Bursts with Announcements, in cui moog, sample, easy listening si fondono alle chitarre e alla voce sensuale di Sadier. Questo disco è considerato, a detta di molti critici, il migliore dell'intera produzione. L'etichetta del disco è la Duophonic Records (nel Regno Unito, Elektra Records negli Stati Uniti), che pubblica anche tutti i successivi loro lavori. Gli Stereolab inoltre collaborano con Nurse With Wound per l'EP Crumb Duck.
Nel 1994 viene pubblicato l'album Mars Audiac Quintet, che fa ricorso a strumenti vintage. Il singolo Ping Pong contiene espliciti riferimenti al marxismo. Nel 1995 fanno uscire la raccolta di singoli e B-side Refried Ectoplasm: Switched On, Vol. 2, a cui segue l'EP Music for the Amorphous Body Study Center. Quest'ultimo consiste in un contributo musicale effettuato per lo scultore ed artista newyorkese Charles Long.

### Anni 1996-2000
Il connubio tra partiture classiche, rock e pop continua con Emperor Tomato Ketchup, pubblicato nell'aprile 1996. Nello stesso anno il gruppo collabora con Herbie Mann per la canzone One Note Samba/Surfboard, inserita a scopo benefico nella compilation Red Hot + Rio, prodotta dalla Red Hot Organization.
Nel settembre 1997 esce Dots and Loops, in cui il gruppo vira verso un sound più soft. Il disco, prodotto da John McEntire (Tortoise), esplora pop minimalista, lounge e accenni funky. Si tratta del primo disco entrato nella Billboard 200. Oltre a McEntire, partecipano alla realizzazione dell'album Sean O'Hagan (The High Llamas) e Jan St. Werner (Mouse on Mars). Il gruppo poi ritorna a collaborare con Nurse With Wound per Simple Headphone Mind (1997). Nel 1998 viene distribuita la terza parte della serie Switched on, chiamata Aluminium Tunes (contenente materiale inedito e raro). Nello stesso anno gli Stereolab collaborano con la cantante e poetessa francese Brigitte Fontaine per il singolo Calimero.
Nel frattempo il gruppo si prende una pausa dovuta al fatto che Gane e Sadier hanno un bambino. Nel 1999 viene pubblicato l'album Cobra and Phases Group Play Voltage in the Milky Night (settembre 1999), i cui quindici brani accentuano ulteriormente il loro passaggio all'easy listening. L'album è coprodotto da McEntire e Jim O'Rourke. Nel tour che segue, si aggiunge al gruppo il bassista Simon Johns.

### Anni 2000
Nell'agosto 2001 ritornano in parte alle origini con un lavoro definito oscuro e decadente. Si tratta di Sound-Dust; anche qui offrono il loro contributo i produttori John McEntire dei Tortoise e Jim O'Rourke.
Nel 2002, per progettare il successivo lavoro discografico, il gruppo si sposta a Bordeaux, in Francia. In ottobre viene pubblicato ABC Music: The Radio 1 Sessions, disco-compilation realizzata durante una session alla BBC Radio 1. Nello stesso periodo Gane e Sadier interrompono la loro relazione sentimentale.
Nel dicembre 2002 gli Stereolab subiscono un durissimo colpo per l'improvvisa morte della cantante e chitarrista australiana Mary Hansen, deceduta a Londra in un incidente stradale il 9 dicembre di quell'anno. A causa dello shock, il gruppo trascorre alcuni mesi in silenzio. Tuttavia decide di continuare l'attività.
Nel 2003 il gruppo pubblica l'EP Instant 0 in the Universe, registrato in Francia. Si tratta della prima pubblicazione dopo la morte di Mary Hansen. Nello stesso anno il progetto parallelo di Sadier, chiamato Monade, dà alle stampe l'album Socialisme Ou Barbarie: The Bedroom Recordings (il titolo è un riferimento all'opera di Cornelius Castoriadis).
Nel gennaio 2004 viene pubblicato l'album in studio Margerine Eclipse, dedicato a Mary Hansen. Proprio la traccia Feel and Triple inserita nel disco è un tributo alla ex cantante del gruppo. Si tratta inoltre dell'ultima pubblicazione per l'etichetta americana Elektra, dal momento che il gruppo pubblicherà i successivi lavori per la Too Pure.
Nel 2005 esce il cofanetto antologico Oscillons from the Anti-Sun, contenente tre CD ed un DVD. Nello stesso anno esce il secondo album dei Monade, A Few Steps More. Un anno dopo vi è il ritorno in studio per le registrazioni di Fab Four Suture, che viene commercializzato nell'agosto 2006. Questo album si caratterizza di dodici tracce di vecchi singoli in nuove versioni.
Un'altra raccolta, Serene Velocity, viene pubblicata dalla Elektra nel 2006.
A partire dal giugno 2007, la line-up del gruppo si compone di Tim Gane, Laetitia Sadier, Andy Ramsey, Simon Johns, Dominic Jeffrey, Joseph Watson e Joseph Walters. 
Il successivo album di inediti è Chemical Chords (agosto 2008, pubblicato negli Stati Uniti dalla 4AD).

### Anni 2010
Dopo un tour che tocca Stati Uniti, Europa ed Australia, nel febbraio 2009 il manager del gruppo Martin Pike annuncia un periodo di inattività per la band. Durante questo periodo Laetitia Sadier pubblica un album solista.
Nel 2010 il gruppo pubblica una raccolta di brani tratti dalle session di Chemical Chords. Si tratta di Not Music, a cui collabora anche Joe Watson.
Nel giugno 2013 il gruppo si esibisce all'All Tomorrow's Parties insieme a Bradford Cox dei Deerhunter.
Nel febbraio 2019, la band ha annunciato un tour in Europa e in Nord America, in concomitanza con l'uscita delle versioni estese e rimasterizzate dei loro album pubblicati dalla Warp Records. Gli Stereolab sono stati parte della line-up del Primavera Sound Festival del 2019, partecipando sia all'edizione di Barcellona sia a quella di Porto.

## Stile musicale
Gli Stereolab sono fautori di un indie pop eclettico e retrofuturista che si ispira alla bossanova, al lounge-pop, alla chanson francese, all'art rock dei Velvet Underground e al krautrock: corrente musicale da cui emulano i ritmi. La loro formula si concentra sul cantato ipnotico di Laetitia Sadler, che spesso avvia dei botta e risposta con Mary Hansen, sulle melodie riprese dalla musica leggera degli anni sessanta e sul consistente uso di strumenti elettronici quali il moog e i campionatori. Sono anche considerati da molti una formazione post rock, mentre AllMusic li inserisce fra i gruppi del rock sperimentale, dell'ambient pop e di altre espressioni di musica indipendente e alternativa.

## Discografia

### Album in studio
- 1992 – Peng!
- 1993 – Transient Random-Noise Bursts with Announcements
- 1994 – Mars Audiac Quintet
- 1996 – Emperor Tomato Ketchup
- 1997 – Dots and Loops
- 1999 – Cobra and Phases Group Play Voltage in the Milky Night
- 2001 – Sound-Dust
- 2004 – Margerine Eclipse
- 2008 – Chemical Chords
- 2010 – Not Music
- 2025 - Instant Holograms On Metal Film

### EP
- 1991 – Super 45
- 1991 – Super-Electric
- 1992 – Low Fi
- 1993 – Crumb Duck
- 1993 – Jenny Ondioline
- 1993 – Space Age Bachelor Pad Music
- 1994 – Ping Pong
- 1994 – Wow and Flutter
- 1995 – Music for the Amorphous Body Study Center
- 1996 – Fluorescences
- 1996 – Cybele's Reverie
- 1997 – Miss Modular
- 1997 – Simple Headphone Mind
- 1998 – The Free Design
- 2000 – The First of the Microbe Hunters
- 2001 – Captain Easychord
- 2003 – Instant 0 in the Universe
- 2008 – Chemical Chords EP

### Raccolte
- 1991 – Switched On
- 1995 – Refried Ectoplasm: Switched On, Vol. 2
- 1998 – Aluminum Tunes: Switched On, Vol. 3
- 2002 – ABC Music: The Radio 1 Sessions
- 2005 – Oscillons from the Anti-Sun
- 2006 – Fab Four Suture
- 2006 – Serene Velocity: A Stereolab Anthology
- 2021 – Electrically Possessed; Switched On, Vol. 4